# Dactylorhiza delamainii
Dactylorhiza delamainii là một loài thực vật có hoa trong họ Lan. Loài này được (G.Keller ex T.Stephenson) Soó mô tả khoa học đầu tiên năm 1962.